# Thurgood Marshall
Thurgood Marshall (2. července 1908 – 24. ledna 1993) byl americký právník a od roku 1967 do roku 1991 soudce Nejvyššího soudu Spojených států amerických. Byl historicky první Afroameričan, který se stal soudcem Nejvyššího soudu.
Narodil se ve městě Baltimore ve státě Maryland a v roce 1933 vystudoval právnickou fakultu na Howard University. Po studiu si založil soukromou praxi, než vstoupil do občanskoprávní organizace NAACP Legal Defense and Educational Fund, kde působil jako výkonný ředitel. Během působení v této organizaci vedl několik líčení u Nejvyššího soudu, například případy Smith vs. Allwright, Shelley vs. Kraemer nebo slavný Brown vs. školní rada Topeky, který stanovil, že rasová segregace ve školách je protiústavní.
V roce 1961 ho prezident John F. Kennedy jmenoval soudcem Odvolacího soudu USA. O čtyři roky později ho prezident Lyndon B. Johnson jmenoval generálním zástupcem, který před Nejvyšším soudem reprezentuje federální vládu USA. V roce 1967 ho prezident Johnson úspěšně nominoval na soudce Nejvyššího soudu, kterým zůstal celých 24 let.

## Dětství a mládí
Narodil se roku 1908 ve městě Baltimore, stát Maryland. Jeho předci byli otroky. Rodným jménem se jmenoval Thoroughgood, ale toto jméno zkrátil na Thurgood. Jeho otec, William Marshall, pracoval jako portýr u železnice, a jeho matka Norma jako učitelka.
Maturoval na Frederick Douglass High School a začal docházet na Lincoln University. Jeho spolužáky byli například básník Langston Hughes a zpěvák Cab Calloway. Již během studií se stal politicky aktivním. Protestoval proti rasové diskriminaci na univerzitě i proti rasové segregaci. V roce 1929 se oženil s Vivien "Buster" Bureyovou. Lincoln vystudoval s vyznamenáním a získal titul Bachelor of Arts z humanitních studií. Poté se přihlásil na právnickou fakultu University of Maryland, ale byl odmítnut z důvodu rasové politiky univerzity. Začal tedy docházet na právnickou fakultu Howard University. V roce 1933 promoval jako nejlepší student svého ročníku.

## Právní kariéra
Po absolvování Howard University si v Baltimoru založil soukromou právní praxi. V roce 1934 byl najat organizací National Association for the Advancement of Colored People (NAACP) k případu Murray vs. Pearson, který se týkal rasové diskriminace ve školství. Případ se týkal žaloby na rasovou diskriminaci od právnické fakulty University of Maryland. Marshall se opřel o rozsudek Plessy vs. Ferguson, který ustanovil doktrínu „rozděleni, ale rovni“, kdy argumentoval, že stát Maryland nezajišťuje stejné podmíny pro vzdělání Afroameričanů. O dva roky později vstoupil do NAACP.
Ve svých 32 letech vyhrál případ Nejvyššího soudu Chambers vs. Florida a téhož roku se stal výkonným ředitelem NAACP Legal Defense and Educational Fund, který byl zřízen na ochranu práv Afroameričanů. Od té doby vedl mnoho slyšení před Nejvyšším soudem, z nichž je asi nejznámější Brown vs. školní rada Topeky, ve kterém byla zrušena doktrína „rozděleni, ale rovni“, jelikož byla shledána jako ve školské praxi nespravedlivá a neudržitelná. Marshall vyhrál celkem 29 z 32 případů, které vedl před Nejvyšším soudem USA.
V roce 1961 ho prezident John F. Kennedy jmenoval soudcem Odvolacího soudu USA. O čtyři roky později ho prezident Lyndon B. Johnson jmenoval generálním zástupcem, který před Nejvyšším soudem reprezentuje federální vládu USA. Stal se tak prvním Afroameričanem v této funkci. Jako generální zástupce vlády USA vyhrál 14 z 19 případů, které vedl.
V roce 1967 ho prezident Johnson úspěšně nominoval na soudce Nejvyššího soudu, kterým zůstal celých 24 let. Senát Spojených států amerických jeho nominaci potvrdil v poměru 69 senátorů pro, 11 proti. Stal se tak 96. soudcem Nejvyššího soudu a prvním Afroameričanem v této funkci. Ve své soudní praxi se zabýval případy týkajícími se občanských práv a trestního práva.
Své funkcese vzdal v roce 1991, ve věku 82 let, kvůli svému zdraví. Zemřel na srdeční selhání v roce 1993. Po jeho smrti mu prezident Bill Clinton in memoriam udělil Prezidentskou medaili svobody. Za svůj život obdržel i řadu dalších ocenění.

## Životopisný film
V roce 2017 byl natočen životopisný film Marshall, který se soustředí na jeden z raných případů v NAACP. Film natočil režisér Reginald Hudlin a hlavní roli získal Chadwick Boseman.